# Josué ben Gamla
Josué ben Gamla, en hébreu Yehoshoua ben Gamla (« Josué fils de Gamla » ou « Jésus fils de Gamla »), mort en 68 de notre ère, est un grand-prêtre du temple de Jérusalem pendant la période du Second Temple. Il est actif sous le règne de l'empereur Néron, maître de la province romaine de Judée.

## Éléments biographiques
Selon le Talmud, après ses fiançailles à Martha fille de Bœthos, celle-ci soudoie le roi pour que Josué soit promu à la charge de grand-prêtre. Il l'épouse ensuite avec l'assentiment des Sages, bien qu'elle soit veuve. Dans ce récit, l'identification du roi à Alexandre Jannée est problématique, car il officiait lui-même en tant que grand-prêtre, et vécut 140 ans avant la fin du Temple, alors que Martha fille de Bœthos serait contemporaine de sa destruction (v. T.B. Guittin 56a). Selon l'historien Flavius Josèphe (Antiquités judaïques xx. 9, § 4), le roi serait Agrippa II, petit-fils d'Hérode le Grand et fils d'Agrippa Ier (mort en 44), dernier roi de Judée. Agrippa II est un prince aux mains des autorités romaines, nommé roi de territoires au nord de la Judée et qui exerce l'autorité sur le temple avec le droit de nommer les grands-prêtres.
Josué fait construire des tables en or pour les sorts utilisés le Jour du Grand Pardon. Cependant, il gagne les éloges de la postérité pour l'attention qu'il porte à l'éducation des jeunes, faisant ouvrir des écoles dans toutes les villes pour les enfants dès six ans.
Josué est forcé de céder sa fonction à Mattathias ben Theophilos, un an plus tard. Il demeure cependant l'un des chefs de Jérusalem et s'oppose en 68, avec l'ancien grand-prêtre Anan et d'autres personnages influents, à l'élection de Pinhas ben Chmouel au poste de grand-prêtre, sans succès. Il avertit aussi le père de Flavius Josèphe d'un complot visant à déposer Josèphe du commandement militaire de la Galilée. 
Josué tentera encore d'empêcher les Iduméens, belliqueux et fanatiques, d'entrer dans Jérusalem, alors la proie de toutes les dissensions. Ils s'en vengeront en l'exécutant, ainsi qu'Anan, comme traîtres à leur pays.